# عزامات مرزكانوف
عزامات أنزوروفيتش مرزكانوف (بالروسية: Азамат Анзорович Мурзаканов؛ مواليد 12 أبريل 1989) هو مُقاتل فنون قتالية مختلطة روسي. هو فنان قتال مختلط روسي محترف. يُنافس حاليًا في فئة وزن خفيف الثقيل في يو إف سي. اعتبارًا من 10 يونيو 2025، يحتل المركز 11 في تصنيفات يو إف سي لوزن خفيف الثقيل.

## الخلفية
وُلِد عزامات مرزكانوف في 12 أبريل 1989 في قرية كيزبورون الثالثة (الآن ديجوليبغاي)، كاباردينو بلقاريا. بعد تخرجه من المدرسة الثانوية في عام 2006، خدم في القوات الداخلية، وبعد تسريحه، عمل في مكتب قائد القوات المسلحة بوزارة الداخلية لجمهورية قبردينو – بلقاريا، حيث التقى بمدربه المستقبلي، خاكيم مامخيجوف (مدرب روسيا المكرم في القتال اليدوي). مع معلمه المتمرس، حقق عزامات نجاحًا باهرًا في البطولات الوطنية والدولية (بطل روسيا المتعدد، بطل العالم ثلاث مرات، حائز على الميدالية الذهبية في البطولات الأوروبية والآسيوية، أستاذ الرياضة المكرم في القتال اليدوي).

## مسيرته في فنون القتال المختلطة

### مسيرته المبكرة
في عام 2010، بدأ عزامات مرزكانوف مسيرته الاحترافية في فنون القتال المختلطة، حيث تدرب في مجمع الوحدة الرياضي في نالتشيك. شارك لأول مرة في 13 فبراير 2010، في بطولة ProFC 13: كأس الاتحاد الوطني، حيث أطاح بأنزور خاكيموف في 10 ثوانٍ فقط. بعد فترة راحة بسبب العمل والدراسة، عاد مرزكانوف إلى القتال في يونيو 2015، حيث أظهر قوته في الضربة القاضية في حدث حلقة القتال 51. في أكتوبر 2015، نافس في المنظمة البولندية، إرسال ليلة القتال، وفاز بقرار الحكام بالإجماع.

### يو إف سي
كان من المقرر أن يخوض مرزكانوف نزاله الأول ضد مارسين براشنيو في 20 نوفمبر 2021، في حدث يو إف سي ليلة القتال 198. ومع ذلك، تم إلغاء النزال لاحقًا بسبب مشاكل بالتأشيرة.
كان من المقرر مرة أخرى أن يخوض مرزكانوف أول نزال له بالمنظمة ضد فيليب لينز في 4 ديسمبر 2021، في حدث يو إف سي على إي إس بي إن 31. ومع ذلك، انسحب لينز من الحدث لأسباب غير معلنة وتم استبداله بجاريد فانديرا. بعد وقت قصير من الوقوف على الميزان، أعلن المسؤولون أن النزال قد ألغي بسبب عدم حصول فانديرا على تصريح طبي.
خاض مرزكانوف أول نزال له في يو إف سي ضد تافون نشوكووي في 12 مارس 2022، في حدث يو إف سي ليلة القتال: سانتوس ضد أنكالايف، وعلى الرغم من خسارته أغلب مجريات النزال، فاز مرزكانوف بالنزال بعد أن أطاح بنشوكووي بركبته الطائرة في الجولة الثالثة. وقد نال بهذا الفوز مكافأة أداء الليلة.
في أدائه في السنة الثانية، واجه مرزكانوف ديفن كلارك في 13 أغسطس 2022، في حدث يو إف سي على إي إس بي إن: فيرا ضد كروز. فاز بالقتال بالضربة الفنية القاضية في الجولة الثالثة.
واجه مرزكانوف داستين جاكوبي في 15 أبريل 2023، في حدث يو إف سي على إي إس بي إن: هولواي ضد ألين. وفاز بالقتال بقرار الحكام بالإجماع.
كان من المقرر أن يواجه مرزكانوف فولكان أوزدمير في 2 سبتمبر 2023، في حدث يو إف سي على إي إس بي إن 226. ومع ذلك، انسحب مرزكانوف في أوائل أغسطس لأسباب غير معروفة وتم استبداله ببوجدان جوسكوف.
كان من المقرر أن يواجه مرزكانوف خليل رونتري جونير في 2 ديسمبر 2023، في حدث يو إف سي ليلة القتال 52. ومع ذلك، عانى مرزكانوف من أعراض مرتبطة بالالتهاب الرئوي وتم إبعاده من الحدث.
واجه مرزكانوف ألونزو مينيفيلد في 3 أغسطس 2024 في حدث يو إف سي على إيه بي سي 7. فاز بالقتال عن طريق الضربة القاضية في الجولة الثانية. نال من خلال هذه النزال مكافأة أداء الليلة أخرى.
كان من المقرر أن يواجه مرزكانوف جوني ووكر في 17 مايو 2025 في حدث يو إف سي ليلة القتال 256. ومع ذلك، ولأسباب غير معروفة، تم نقل النزال إلى 7 يونيو 2025 في حدث يو إف سي 316. انسحب ووكر في أوائل مايو بسبب الإصابة وتم استبداله ببريندسون ريبيرو. فاز مرزكانوف بالنزال عن طريق الضربة الفنية القاضية في الجولة الأولى.
من المقرر أن يواجه مرزكانوف ألكسندر راكيتش في 25 أكتوبر 2025 في حدث يو إف سي 321.

## حياته الشخصية
في عام 2016، تزوج عزامات مرزكانوف من زوجته زالينا، خريجة كلية الحقوق بالجامعة. هـ. ب. بيربيكوف. وللأسرة ابنة وابن.
شقيق عزامات الأصغر، مارات، هو أستاذ رياضي في القتال اليدوي، ويخدم في قوات الحدود التابعة لجهاز الأمن الفيدرالي الروسي.

## البطولات والإنجازات
- يو إف سي
  - أداء الليلة (مرتين) ضد تافون نشوكووي وألونزو مينيفيلد[18][29]
- اتحاد القتال الشجاع
  - بطولة برايف إف سي للوزن المفتوح

## سجل فنون القتال المختلطة
| السجل المهني |        |         |
| 15 نزال      | 15 فوز | 0 خسارة |
| ضربة قاضية   | 11     | 0       |
| إخضاع        | 1      | 0       |
| قرار القضاة  | 3      | 0       |

| النتيجة | السجل | الخصم            | الطريقة                        | الحدث                                         | التاريخ        | الجولة | الوقت | المكان                                     | الملاحظات                                  |
| ------- | ----- | ---------------- | ------------------------------ | --------------------------------------------- | -------------- | ------ | ----- | ------------------------------------------ | ------------------------------------------ |
| فاز     | 15–0  | بريندسون ريبيرو  | ضربة فنية قاضية (خضوع للكمات)  | يو إف سي 316                                  | 7 يونيو 2025   | 1      | 3:25  | نيوآرك، نيو جيرسي، الولايات المتحدة        |                                            |
| فاز     | 14–0  | ألونزو مينيفيلد  | ضربة قاضية (باللكمات)          | يو إف سي على إيه بي سي: ساندهاغن ضد نورمحمدوف | 3 أغسطس 2024   | 2      | 3:18  | أبو ظبي، الإمارات العربية المتحدة          | أداء الليلة.                               |
| فاز     | 13–0  | داستين جاكوبي    | قرار الحكام (بالإجماع)         | يو إف سي على إي إس بي إن: هولواي ضد ألين      | 15 أبريل 2023  | 3      | 5:00  | كانساس سيتي، ميزوري، الولايات المتحدة      |                                            |
| فاز     | 12–0  | ديفن كلارك       | ضربة فنية قاضية (باللكمات)     | يو إف سي على إي إس بي إن: فيرا ضد كروز        | 13 أغسطس 2022  | 3      | 1:18  | سان دييغو، كاليفورنيا، الولايات المتحدة    |                                            |
| فاز     | 11–0  | تافون نشوكووي    | ضربة قاضية (ركبة طائرة)        | يو إف سي ليلة القتال: سانتوس ضد أنكالايف      | 12 مارس 2022   | 3      | 0:44  | لاس فيغاس، نيفادا، الولايات المتحدة        | أداء الليلة.                               |
| فاز     | 10–0  | ماثيوس شيفيل     | ضربة فنية قاضية (باللكمات)     | سلسلة منافسات دانا وايت 37                    | 31 أغسطس 2021  | 1      | 3:00  | لاس فيغاس، نيفادا، الولايات المتحدة        |                                            |
| فاز     | 9–0   | محمد فخر الدين   | ضربة قاضية (باللكمات)          | برايف إف سي 29                                | 15 نوفمبر 2019 | 1      | 3:37  | مدينة عيسى، البحرين                        | فاز ببطولة برايف إف سي للوزن المفتوح.      |
| فاز     | 8–0   | جوتو إينوسينتي   | قرار الحكام (بالإجماع)         | برايف إف سي 29                                | 15 نوفمبر 2019 | 3      | 5:00  | مدينة عيسى، البحرين                        | نصف نهائي بطولة برايف إف سي للوزن المفتوح. |
| فاز     | 7–0   | جورجي ساكاييف    | ضربة فنية قاضية (باللكمات)     | إيه سي بي 57: الانتقام                        | 15 أبريل 2017  | 1      | 1:37  | موسكو، روسيا                               |                                            |
| فاز     | 6–0   | أندريه مونيز     | ضربة قاضية (بلكمة)             | نادي يونايتد القوقازي 1                       | 2 أكتوبر 2016  | 1      | 0:50  | نالتشيك، روسيا                             |                                            |
| فاز     | 5–0   | بوجدان بولاخ     | إخضاع (لوي الرقبة)             | بي إف سي غلاديتور 4                           | 23 يوليو 2016  | 1      | 0:35  | نالتشيك، روسيا                             |                                            |
| فاز     | 4–0   | إريك إليربي      | ضربة فنية قاضية (إيقاف الطبيب) | أرض الاختبار العالمية 24                      | 14 مايو 2016   | 1      | 1:52  | فوريس، نيو جيرسي، الولايات المتحدة         |                                            |
| فاز     | 3–0   | أليكسي سيدورينكو | قرار الحكام (بالإجماع)         | ليالي القتال العالمية 42                      | 23 أكتوبر 2015 | 2      | 5:00  | سانت بطرسبرغ، روسيا                        |                                            |
| فاز     | 2–0   | أليك هوبن        | ضربة فنية قاضية (باللكمات)     | حلقة القتال 51                                | 5 يونيو 2015   | 1      | 0:20  | أتلانتيك سيتي، نيو جيرسي، الولايات المتحدة |                                            |
| فاز     | 1–0   | أنزور خاكيموف    | ضربة قاضية (بلكمة)             | برو إف سي 13: كأس الاتحاد الوطني              | 13 فبراير 2010 | 1      | 0:10  | نالتشيك، روسيا                             | أول ظهور في وزن خفيف الثقيل.               |

|}

## وصلات خارجية
- عزامات مرزكانوف على موقع يو إف سي (الإنجليزية)
- عزامات مرزكانوف على موقع شيردوغ (الإنجليزية)
- عزامات مرزكانوف على موقع Tapology.com (الإنجليزية)